# Jean Petit
Jean Petit (25. září 1949, Toulouse – 23. ledna 2024) byl francouzský fotbalista, záložník.

## Fotbalová kariéra
Ve francouzské Ligue 1 hrál za AS Monaco, nastoupil ve 256 ligových utkáních, dal 42 gólů a s týmem získal v letech 1978 a 1982 mistrovský titul a v roce 1980 francouzský fotbalový pohár. V Poháru mistrů evropských zemí nastoupil v 1 utkání, v Poháru vítězů pohárů nastoupil ve 4 utkáních a dal 3 góly a v Poháru UEFA nastoupil ve 4 utkáních a dal 1 gól. Za francouzskou reprezentaci nastoupil v letech 1977–1980 ve 12 utkáních a dal 1 gól. Byl členem francouzské reprezentace na Mistrovství světa ve fotbale 1978, ale v utkání nenastoupil.

## Ligová bilance
| Ročník            | Zápasy | Góly | Klub      |
| ----------------- | ------ | ---- | --------- |
| Ligue 2 1969/1970 | 19     | 2    | AS Monaco |
| Ligue 2 1970/1971 | 25     | 6    | AS Monaco |
| Ligue 1 1971/1972 | 33     | 7    | AS Monaco |
| Ligue 2 1972/1973 | 33     | 8    | AS Monaco |
| Ligue 1 1973/1974 | 22     | 1    | AS Monaco |
| Ligue 1 1974/1975 | 36     | 7    | AS Monaco |
| Ligue 1 1975/1976 | 36     | 2    | AS Monaco |
| Ligue 1 1976/1977 | 29     | 3    | AS Monaco |
| Ligue 1 1977/1978 | 38     | 6    | AS Monaco |
| Ligue 1 1978/1979 | 34     | 3    | AS Monaco |
| Ligue 1 1979/1980 | 18     | 5    | AS Monaco |
| Ligue 1 1980/1981 | 37     | 10   | AS Monaco |
| Ligue 1 1981/1982 | 2      | 1    | AS Monaco |
| CELKEM Ligue 1    | 256    | 42   |           |